# Ordinamenta et consuetudo maris
El Ordinamenta et consuetudo maris ("ordenances i costums de la mar") va ser una convenció per a regir el comerç marítim promulgada a Trani a 1063: "el codi de dret marítim més antic que es conserva a l'Oest Llatí".

## Descripció
El llibre de les Ordinamenta et consuetudo maris es conserva en una versió veneciana annexada amb una còpia dels Statuta Firmanorum, (els estatuts de la comuna de Fermo), impresa en un sol volum a Venècia, i mitjançant la diligència i la cura, i de Marcus Marcellus a costa i sota els auspicis, que fou ciutadà de Venècia, i nadiu de Petriolo, un petit poble de les rodalies de Fermo, a la impremta de Nicholaus de Brentis i Alexander de Badanis, el senyor Leonardo Loredano sent Dux, AD. MDVII "(1507). Se'n conserven dues còpies d'aquesta obra en els arxius municipals de Fermo i una altra a la Bibliothèque nationale de França.. Probablement la versió veneciana va ser una traducció feta del llatí original després de 1496, durant el temps que Trani va romandre sota domini venecià (14 anys, de 1496 fins 1509). La versió impresa apareix sota un títol llatí, amb un petit subtítol llatí (edita per consules civitatis Trani). ambdós possiblement originals. Algunes frases llatines que no s'han traduït també evidencien un treball de traducció d'un altre original. El text dels arxius de Fermo va ser cedit per l'arxiver, Filippo Raffaelle, per a la seva traducció a l'anglès en una edició crítica al Black Book of the Admiralty.
El text de les Ordinamenta conté la data anno Domini 1063 i especifica la primera indicció. Això s'ha citat com "un fort argument a favor de l'autenticitat de les ordenances", ja que la primera indicció només coincideix amb el seixantè tercer any d'un segle cada tres-cents anys, i de fet hi va coincidir el 1063, però un copista culte, podia fer perfectament aquest càlcul. El text també es refereix a "electi consolidat en arte de mare", traduït al Black Book of the Admiralty per: "Consuls elect of the Guild of Navigators" ("Cònsols elegits del Gremi de Navegants"). Encara que el terme "guild of Navigators" ("Gremi de Navegants") com a traducció de la paraula original en llatí, "arte de mare", no és exacte en absolut, ni tampoc ho seria "companyia" (típic de les "societas" llatines), ja que al segle xiv (1350) apareixen les ordenacions de Bernat de Cabrera amb un contingut semblant però amb el títol: "Ordinacions sobre lo fet de la mar", títol que guarda un manifest paral·lelisme amb "Ordinamenta et consuetudo maris" i en el que en lloc del terme "arte de mare" apareix "fet de la mar", molt més adequat com a traducció de l'expressió "arte de mare".que "Gremi de Navegants". No obstant això, el terme ha estat vist per alguns com a evidència de l'existència d'una corporació de mariners a Trani a mitjans del segle xi.